# Squadra russa di Coppa Davis
La squadra russa di Coppa Davis rappresenta la Russia nella Coppa Davis.
La squadra partecipa alla competizione dal 1962, come Unione Sovietica, e nel 1991 e 1992 sotto il nome di CSI (Comunità degli Stati Indipendenti).

Vanta in totale tre successi nella manifestazione e tre finali perse.

## Organico 2019
Vengono di seguito illustrati i convocati per ogni singolo turno della Coppa Davis 2019. A sinistra dei nomi la nazione affrontata e il risultato finale. Fra parentesi accanto ai nomi, il ranking del giocatore nel momento della disputa degli incontri (la "d" indica che il ranking corrisponde alla specialità del doppio).
| Qualificazioni Gruppo Mondiale | Qualificazioni Gruppo Mondiale                                                                               |
| Svizzera (3-1)                 | Karen Chačanov (11) Daniil Medvedev (16) Evgenij Donskoj (96) Andrej Rublëv (100) Konstantin Zhzhenov (f.r.) |
| ------------------------------ | --- |

| Gruppo Mondiale - Round Robin | Gruppo Mondiale - Round Robin                                |
| Croazia (3-0)                 | Karen Chačanov (17) Andrej Rublëv (23) Evgenij Donskoj (113) |
| ----------------------------- | ------------------------------------------------------------ |

| Gruppo Mondiale - Round Robin | Gruppo Mondiale - Round Robin                                |
| Spagna (1-2)                  | Karen Chačanov (17) Andrej Rublëv (23) Evgenij Donskoj (113) |
| ----------------------------- | ------------------------------------------------------------ |

| Gruppo Mondiale - Quarti | Gruppo Mondiale - Quarti                                     |
| Serbia (2-1)             | Karen Chačanov (17) Andrej Rublëv (23) Evgenij Donskoj (113) |
| ------------------------ | ------------------------------------------------------------ |

| Gruppo Mondiale - Semifinale | Gruppo Mondiale - Semifinale                                 |
| Canada (1-2)                 | Karen Chačanov (17) Andrej Rublëv (23) Evgenij Donskoj (113) |
| ---------------------------- | ------------------------------------------------------------ |

## Risultati
= Incontro del Gruppo Mondiale

### 2010-2019
| Anno | Turno                          | Data            | Sede                        | Avversario    | Punteggio | Esito     |
| ---- | ------------------------------ | --------------- | --------------------------- | ------------- | --------- | --------- |
| 2010 | Gruppo Mondiale, 1º turno      | 5-7 marzo       | Mosca (RUS)                 | India         | 3–2       | Vittoria  |
| 2010 | Gruppo Mondiale, Quarti        | 9-11 luglio     | Mosca (RUS)                 | Argentina     | 2–3       | Sconfitta |
| 2011 | Gruppo Mondiale, 1º turno      | 4-6 marzo       | Borås (SWE)                 | Svezia        | 2–3       | Sconfitta |
| 2011 | Spareggi Gruppo Mondiale       | 16-18 settembre | Kazan' (RUS)                | Brasile       | 3–2       | Vittoria  |
| 2012 | Gruppo Mondiale, 1º turno      | 10-12 febbraio  | Wiener Neustadt (AUT)       | Austria       | 2–3       | Sconfitta |
| 2012 | Spareggi Gruppo Mondiale       | 14-16 settembre | São José do Rio Preto (BRA) | Brasile       | 0–5       | Sconfitta |
| 2013 | Gruppo I, 2º turno             | 5-7 aprile      | Coventry (GBR)              | Gran Bretagna | 2–3       | Sconfitta |
| 2013 | Gruppo I, Playoff 2º turno     | 25-27 ottobre   | Mosca (RUS)                 | Sudafrica     | 5–0       | Vittoria  |
| 2014 | Gruppo I, 1º turno             | 31 gen.-2 feb.  | Mosca (RUS)                 | Polonia       | 2–3       | Sconfitta |
| 2014 | Gruppo I, Playoff 2º turno     | 24-26 ottobre   | Mosca (RUS)                 | Portogallo    | 4–1       | Vittoria  |
| 2015 | Gruppo I, 1º turno             | 6-8 marzo       | Novyj Urengoj (RUS)         | Danimarca     | 4–1       | Vittoria  |
| 2015 | Gruppo I, 2º turno             | 17-19 luglio    | Vladivostok (RUS)           | Spagna        | 3–2       | Vittoria  |
| 2015 | Spareggi Gruppo Mondiale       | 18-20 settembre | Irkutsk (RUS)               | Italia        | 1–4       | Sconfitta |
| 2016 | Gruppo I, 1º turno             | 4-6 marzo       | Kazan' (RUS)                | Svezia        | 5–0       | Vittoria  |
| 2016 | Gruppo I, 2º turno             | 16-17 luglio    | Mosca (RUS)                 | Paesi Bassi   | 4–1       | Vittoria  |
| 2016 | Spareggi Gruppo Mondiale       | 18-20 settembre | Mosca (RUS)                 | Kazakistan    | 3–1       | Vittoria  |
| 2017 | Gruppo Mondiale, 1º turno      | 3-5 febbraio    | Niš (SRB)                   | Serbia        | 1–4       | Sconfitta |
| 2017 | Spareggi Gruppo Mondiale       | 15-17 settembre | Budapest (HUN)              | Ungheria      | 1–3       | Sconfitta |
| 2018 | Gruppo I, 1º turno             | 5-7 aprile      | Mosca (RUS)                 | Austria       | 1–3       | Sconfitta |
| 2018 | Spareggi Gruppo I              | 13-15 settembre | Mosca (RUS)                 | Bielorussia   | 3–2       | Vittoria  |
| 2019 | Qualificazioni Gruppo Mondiale | 1-2 febbraio    | Bienne (CHE)                | Svizzera      | 3–1       | Vittoria  |
| 2019 | Gruppo Mondiale, Round Robin   | 18 novembre     | Madrid (ESP)                | Croazia       | 3–0       | Vittoria  |
| 2019 | Gruppo Mondiale, Round Robin   | 19 novembre     | Madrid (ESP)                | Spagna        | 1–2       | Sconfitta |
| 2019 | Gruppo Mondiale, Quarti        | 22 novembre     | Madrid (ESP)                | Serbia        | 2–1       | Vittoria  |
| 2019 | Gruppo Mondiale, Semifinale    | 23 novembre     | Madrid (ESP)                | Canada        | 1–2       | Sconfitta |

## Statistiche giocatori
Di seguito la classifica dei tennisti russi con almeno una partecipazione in Coppa Davis, ordinati in base al numero di vittorie. In caso di parità si tiene conto del maggior numero di incontri disputati; in caso di ulteriore parità viene dato più valore agli incontri in singolare; come quarto e ultimo criterio viene considerata la data d'esordio. In grassetto quelli tuttora in attività.

Aggiornato alla semifinale della Coppa Davis 2020-2021 (Russia-Croazia 2-0).
| #  | Tennista              | Singolare | Doppio | Totale |
| -- | --------------------- | --------- | ------ | ------ |
| 1  | Aleksandre Met'reveli | 56-14     | 24-11  | 80-25  |
| 2  | Evgenij Kafel'nikov   | 31-16     | 13-12  | 44-28  |
| 3  | Marat Safin           | 21-15     | 10-6   | 31-21  |
| 4  | Andrej Česnokov       | 27-17     | 1-1    | 28-18  |
| 5  | Sergej Lichačëv       | 2-2       | 24-9   | 26-11  |
| 6  | Toomas Leius          | 17-21     | 6-2    | 23-23  |
| 7  | Michail Južnyj        | 15-11     | 6-6    | 21-17  |
| 8  | Andrej Rublëv         | 12-5      | 8-5    | 20-10  |
| 9  | Aleksandr Zverev      | 12-14     | 6-4    | 18-18  |
| 10 | Tejmuraz Kakulija     | 12-12     | 5-2    | 17-14  |
| 11 | Andrej Čerkasov       | 14-9      | 3-4    | 17-13  |
| 12 | Nikolaj Davydenko     | 14-9      | 3-2    | 17-11  |
| 13 | Aleksandr Volkov      | 15-6      | 2-4    | 17-10  |
| 14 | Igor' Andreev         | 11-10     | 3-4    | 14-14  |
| 15 | Andrej Ol'chovskij    | 2-2       | 11-13  | 13-15  |
| 16 | Dmitrij Tursunov      | 10-5      | 2-8    | 12-13  |
| 17 | Konstantin Pugaev     | 10-2      | 2-3    | 12-5   |
| 18 | Vadim Borisov         | 8-6       | 3-6    | 11-12  |
| 19 | Vladimir Korotkov     | 9-9       | 1-2    | 10-11  |
| 20 | Konstantin Kravčuk    | 3-3       | 7-4    | 10-7   |
| 21 | Karen Chačanov        | 7-7       | 2-6    | 9-13   |

| #  | Tennista                 | Singolare | Doppio | Totale |
| -- | ------------------------ | --------- | ------ | ------ |
| 22 | Sergej Leonjuk           | 1-2       | 7-4    | 8-6    |
| 23 | Daniil Medvedev          | 8-2       | 0-1    | 8-3    |
| 24 | Andrej Kuznecov          | 7-0       | 1-1    | 8-1    |
| 25 | Tejmuraz Gabašvili       | 6-4       | 0-2    | 6-6    |
| 26 | Evgenij Donskoj          | 3-4       | 2-2    | 5-6    |
| 27 | Michail Mozer            | 4-0       | 0-0    | 4-0    |
| 28 | Igor' Kunicyn            | 2-2       | 1-6    | 3-8    |
| 29 | Aslan Karacev            | 0-1       | 2-1    | 2-2    |
| 30 | Andrej Stoljarov         | 2-0       | 0-0    | 2-0    |
| 31 | Alex Bogomolov Jr.       | 1-3       | 0-1    | 1-4    |
| 32 | Dmitrij Poljakov         | 0-0       | 1-2    | 1-2    |
| 33 | Aleksandr Dolgopolov     | 1-1       | 0-0    | 1-1    |
| 34 | Rudolf Sivochin          | 1-0       | 0-0    | 1-0    |
| 35 | Aleksandr Ivanov         | 0-2       | 0-0    | 0-2    |
| 36 | Anatolij Volkov          | 0-2       | 0-0    | 0-2    |
| 37 | Ramiz Achmerov           | 0-1       | 0-1    | 0-2    |
| 38 | Vladimir Gabričidze      | 0-0       | 0-2    | 0-2    |
| 39 | Kirill Ivanov Smolenskij | 0-1       | 0-0    | 0-1    |
| 40 | Stanislav Vovk           | 0-1       | 0-0    | 0-1    |
| 41 | Victor Baluda            | 0-0       | 0-1    | 0-1    |

## Andamento
La seguente tabella riflette l'andamento della squadra dal 1990 ad oggi.
| Pos.           | 90 | 91 | 92 | 93 | 94 | 95 | 96 | 97 | 98 | 99 | 00 | 01 | 02 | 03 | 04 | 05 | 06 | 07 | 08 | 09 | 10 | 11 | 12 | 13 | 14 | 15 | 16 | 17 | 18 | 19 |
| -------------- | -- | -- | -- | -- | -- | -- | -- | -- | -- | -- | -- | -- | -- | -- | -- | -- | -- | -- | -- | -- | -- | -- | -- | -- | -- | -- | -- | -- | -- | -- |
| Campione       |    |    |    |    |    |    |    |    |    |    |    |    | 1° |    |    |    | 2° |    |    |    |    |    |    |    |    |    |    |    |    |    |
| Finalista      |    |    |    |    |    |    |    |    |    |    |    |    |    |    |    |    |    |    |    |    |    |    |    |    |    |    |    |    |    |    |
| SF             |    |    |    |    |    |    |    |    |    |    |    |    |    |    |    |    |    |    |    |    |    |    |    |    |    |    |    |    |    |    |
| QF             |    |    |    |    |    |    |    |    |    |    |    |    |    |    |    |    |    |    |    |    |    |    |    |    |    |    |    |    |    |    |
| OF             |    |    |    |    |    |    |    |    |    |    |    |    |    |    |    |    |    |    |    |    |    |    |    |    |    |    |    |    |    |    |
| Qualificazioni | x  | x  | x  | x  | x  | x  | x  | x  | x  | x  | x  | x  | x  | x  | x  | x  | x  | x  | x  | x  | x  | x  | x  | x  | x  | x  | x  | x  | x  |    |
| Gruppo I       |    |    |    |    |    |    |    |    |    |    |    |    |    |    |    |    |    |    |    |    |    |    |    |    |    |    |    |    |    |    |
| Gruppo II      |    |    |    |    |    |    |    |    |    |    |    |    |    |    |    |    |    |    |    |    |    |    |    |    |    |    |    |    |    |    |
| Gruppo III     | x  | x  |    |    |    |    |    |    |    |    |    |    |    |    |    |    |    |    |    |    |    |    |    |    |    |    |    |    |    |    |
| Gruppo IV      | x  | x  | x  | x  | x  | x  | x  |    |    |    |    |    |    | x  |    |    |    |    |    |    | x  | x  | x  | x  | x  | x  | x  | x  | x  | x  |

Legenda
- Campione: La squadra ha conquistato la Coppa Davis.
- Finalista: La squadra ha disputato e perso la finale.
- SF: La squadra è stata sconfitta in semifinale.
- QF: La squadra è stata sconfitta nei quarti di finale.
- OF: La squadra è stata sconfitta negli ottavi di finale (1º turno). Dal 2019 sostituito dal Round Robin.
- Qualificazioni: La squadra è stata sconfitta al turno di qualificazione. Istituito nel 2019.
- Gruppo I: La squadra ha partecipato al Gruppo I della propria zona di appartenenza.
- Gruppo II: La squadra ha partecipato al Gruppo II della propria zona di appartenenza.
- Gruppo III: La squadra ha partecipato al Gruppo III della propria zona di appartenenza.
- Gruppo IV: La squadra ha partecipato al Gruppo IV della propria zona di appartenenza.
- x: Ove presente, la x indica che in quel determinato anno, il Gruppo in questione non è esistito nella zona geografica di appartenenza della squadra.